# Tetrao urogallus aquitanicus
El urogallo pirenaico (Tetrao urogallus aquitanicus) es una subespecie  de la familia Tetraonidae en el orden de los Galliformes.
Las subespecies ibéricas del urogallo (T. u. aquitanicus y T. u. cantabricus) son dos reliquias vivientes de la fauna llegada a la península durante las glaciaciones del período cuaternario.  El urogallo (una especie nórdica propia de la taiga boreal) llegó al sur de Europa y, al retroceder los hielos otra vez, quedó aislado en las montañas meridionales.
Estas poblaciones, aisladas entre sí, han evolucionado de forma diferente, de modo que su genética difiere sensiblemente de las poblaciones del centro de Europa[cita requerida].
En un contexto de cambio climático y de repentino cambio en los usos sociales de los bosques, estas subespecies marginales y más meridionales se encuentran en una situación mucho más frágil que el resto de la población mundial[cita requerida].
En Cataluña, la subespecie T. u. aquitanicus fue declarada "en peligro de extinción" el 20 de septiembre de 2022.
En la galería siguiente hay una selección de imágenes de la subespecie pirenaica.

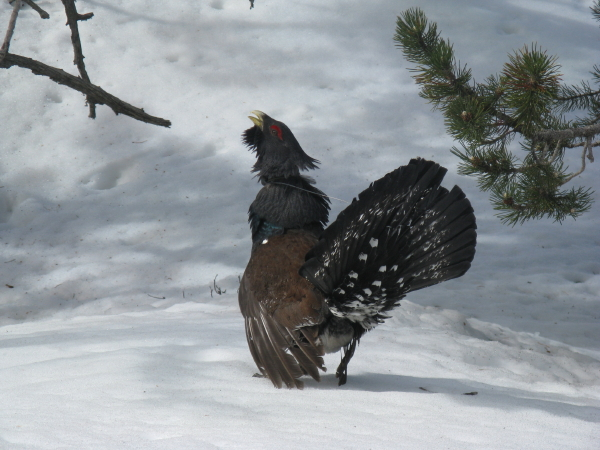
con un emisor de radio en el PN de Aigüestortes
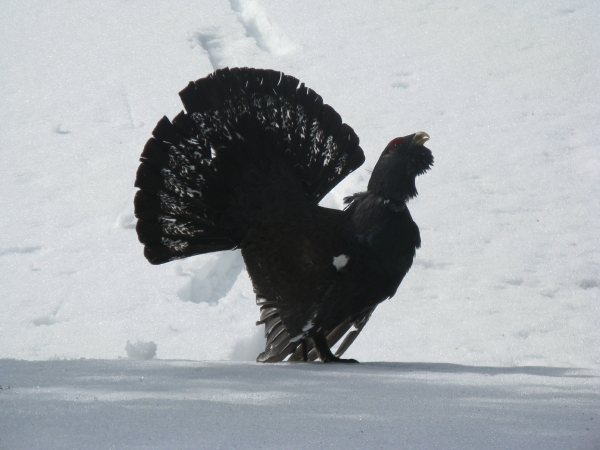
el mismo urogallo
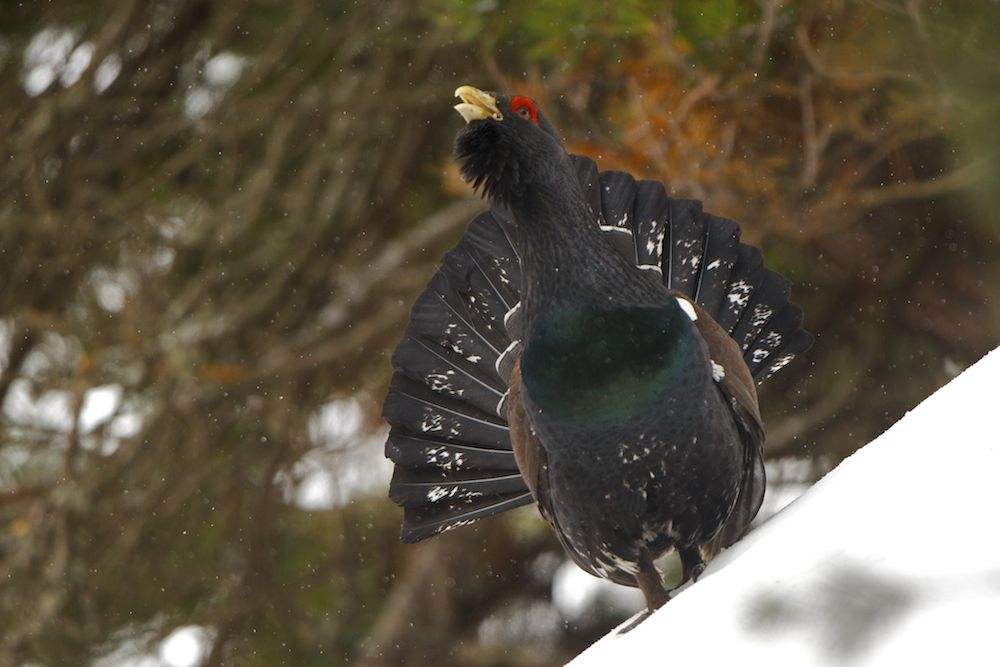
en el Valle de Arán
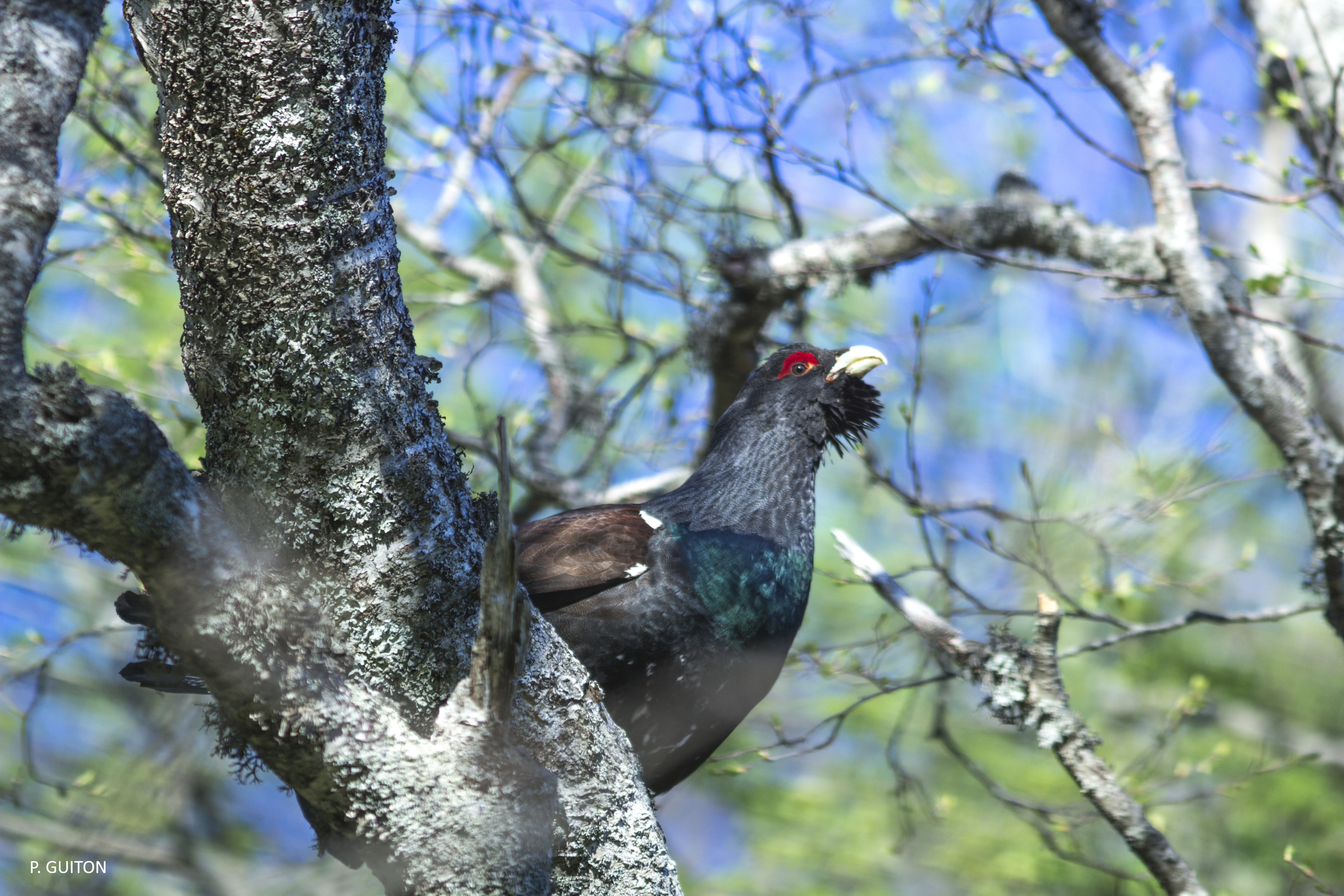
en la RNC de Orlú (Arieja)

## Distribución geográfica
Se encuentra en los Pirineos.